# Opéra-féerie

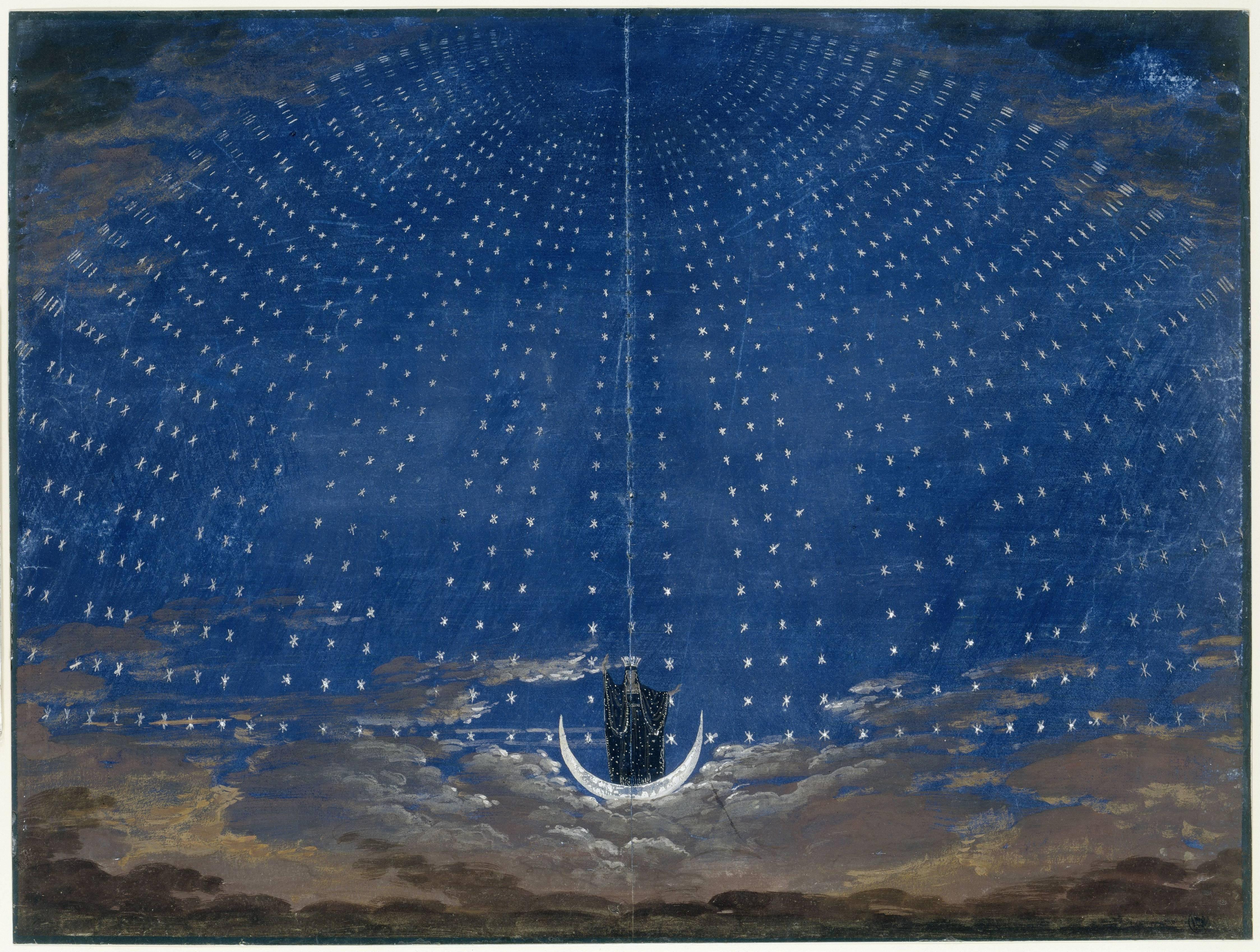
Karl Friedrich Schinkel : décor de la Flûte enchantée de Mozart

L'opéra-féerie est un genre français de l'opéra ou de l'opéra-ballet, qui s'attache à mettre en musique et en danse des légendes féériques.
On pourrait être tenté de considérer Henry Purcell comme un précurseur du genre de l'opéra-féerie. En effet, ses semi-opéras La Reine des fées (1692) et La Reine indienne (1695) s'inspirent de légendes féériques pour créer une œuvre dansée, chantée, jouée et parlée; mais ces œuvres doivent être remises dans leur contexte anglais particulier du semi-opéra, c'est-à-dire d'hybridation avec l'art théâtral, à la suite de la fermeture de théâtres anglais dans les années 1640-1660.
L'opéra-féerie fut en réalité probablement créé et popularisé par Jean-Philippe Rameau vers le milieu du XVIIIe siècle avec des œuvres dont le livret est basée sur un comte de fées et où le ballet tient une part importante. 
On peut en revanche faire remonter l'origine (ou l'inspiration) de ce genre, très spécifique, aux syncrétismes gréco-égyptiens dans l'opéra français, par exemple chez Jean-Baptiste Lully, avec Isis (1677). Cet engouement dura jusqu'à l'âge d'or de l'opéra-ballet, dans la deuxième moitié du XIXe siècle.

## Exemples
- Zémire et Azor (1771), musique d'André Grétry;
- Cendrillon (1810) et Aladin ou la Lampe merveilleuse (1822), musique de Nicolas Isouard, livrets de Charles-Guillaume Étienne[2];
- Zirphile et fleur de myrte ou cent ans en un jour (1818), musique de Charles-Simon Catel, livret de Victor-Joseph Étienne de Jouy et Nicolas Lefebvre;
- Le Cheval de bronze (1835), musique de Daniel Auber;
- La fée aux roses (1849), livret de Jules-Henri Vernoy de Saint-Georges et Eugène Scribe, musique de Fromental Halévy, Paris, Théâtre de l'Opéra-Comique;
- La Chatte blanche (1852) des Frères Cogniard;
- Les amours du diable (1853), de Jules-Henri Vernoy de Saint-Georges, musique d'Albert Grisar, Paris, Théâtre Lyrique[3];
- Le Roi Carotte (1872) et Le Voyage dans la Lune (1875), musique de Jacques Offenbach (le premier en collaboration avec Victorien Sardou);
- Le Roi d'Ys (1878) d'Édouard Lalo, livret d'Édouard Blau;
- Isoline (1888), musique de André Messager;
- Sadko (1896), musique et livret de Nikolaï Rimski-Korsakov[4];
- ou encore, plus récemment L'eau qui danse, la pomme qui chante et l'oiseau qui dit la vérité (2009), des compositeurs canadiens Gilles Tremblay et Pierre Morency[5].

Cependant, il faut se garder de confondre des opéra-féeries tels que cités précédemment avec d'autres formes opératiques reprenant des thèmes féériques, mais sans éléments de ballet. Ainsi, La Dame du lac (1819) de Gioacchino Rossini ou encore Le Songe d'une nuit d'été (1960) de Benjamin Britten ne sont pas des opéra-fééries.